# Pseudobagrus vachellii
Pseudobagrus vachellii es una especie de peces de la familia Bagridae en el orden de los Siluriformes.

## Hábitat
Es un pez de agua dulce.